# Übereinkommen über die biologische Vielfalt
Das Übereinkommen über die biologische Vielfalt (kurz auch Biodiversitätskonvention, englisch Convention on Biological Diversity, CBD) ist ein am 29. Dezember 1993 in Kraft getretenes internationales Umweltabkommen. Die CBD ist das wichtigste multilaterale Vertragswerk für den Schutz der globalen Biodiversität.
Das ab November 1988 erarbeitete Dokument wurde auf einer eigens anberaumten UNEP-Konferenz im Mai 1992 angenommen und konnte ab dem 5. Juni 1992 während der „Rio-Konferenz“ unterzeichnet werden. Stand März 2019 hatte die Konvention 196 Vertragspartner und war von 168 Staaten sowie der Europäischen Union unterzeichnet worden; bisher haben im internationalen Kontext lediglich die Vereinigten Staaten das Vertragswerk nicht ratifiziert.
Mit dem 2000 beschlossenen Cartagena-Protokoll, welches 2003 in Kraft trat, und dem 2010 verabschiedeten und im Oktober 2014 in Kraft getretenen Nagoya-Protokoll existieren zwei völkerrechtlich verbindliche Abkommen, mit denen die Ziele der Konvention umgesetzt werden sollen: Während das Cartagena-Protokoll den grenzüberschreitenden Verkehr von gentechnisch veränderten Organismen regelt, etabliert das Nagoya-Protokoll einen rechtlich verbindlichen Rahmen für den Zugang zu genetischen Ressourcen und gerechten Vorteilsausgleich und formuliert für den weltweiten Artenschutz die sogenannten „Aichi-Ziele“.
Am 22. Dezember 2010 riefen die Vereinten Nationen die Jahre 2011 bis 2020 zur „UN-Dekade der Biodiversität“ aus. Sie folgten damit einer Empfehlung der Unterzeichnerstaaten auf der 10. Vertragsstaatenkonferenz der Konvention „Life in harmony, into the future“ im Oktober des Jahres im japanischen Nagoya.
Um das Bewusstsein der Staatengemeinschaft für die Bedeutung von Biodiversität neben anderen umwelt- und klimapolitischen Themen weiter zu stärken, hat im Dezember 2010 die Generalversammlung der Vereinten Nationen die Schaffung des sog. Biodiversitätsrates „Zwischenstaatlichen Plattform für Biodiversität und Ökosystem-Dienstleistungen“ (IPBES) beschlossen. Ähnlich wie der Weltklimarat, der die Regierungen wissenschaftlich über den Klimawandel berät, soll die IPBES – quasi ein Weltbiodiversitätsrat – die Entwicklung der natürlichen Artenvielfalt auf der Erde wissenschaftlich erfassen und die Umweltpolitik beraten. Deutschland hatte sich seit langem für die Schaffung dieser Plattform eingesetzt und sich schließlich auch erfolgreich um den Sitz des IPBES-Sekretariats am UN-Standort Bonn beworben. Seit Anfang 2014 befindet sich das IPBES-Sekretariat auf dem UN-Campus am Rhein.

## Inhalt
Die Konvention hat drei gleichrangige Ziele:
- Schutz der biologischen Vielfalt,
- Nachhaltige Nutzung ihrer Bestandteile,
- Zugangsregelung und gerechter Ausgleich von Vorteilen, welche aus der Nutzung genetischer Ressourcen entstehen (Access and Benefit Sharing, ABS).

Biologische Vielfalt oder Biodiversität umfasst dabei die
- Artenvielfalt,
- genetische Vielfalt innerhalb einzelner Arten sowie
- Vielfalt der Ökosysteme

Wichtige Elemente der Biodiversitätskonvention sind dabei: Identifizierung und Überwachung der Biodiversität; ihr Schutz „in situ“, also im Ökosystem, und „ex situ“ z. B. in entsprechenden Einrichtungen zur Speicherung von Saatgut wie Genbanken; Forschung, Bildung und Öffentlichkeitsarbeit; Regelung des Zugangs zu genetischen Ressourcen und des gerechten Vorteilsausgleichs bei deren Nutzung, meist über Inwertsetzung der genetischen Ressourcen; Technologietransfer, wissenschaftliche Zusammenarbeit und Informationsaustausch.
Die Konvention geht weit über die rein ökologischen Erfordernisse hinaus, in dem sie auch soziale, wirtschaftliche, wissenschaftliche, erzieherische, kulturelle und ästhetische Belange anspricht, wie es bereits in ihrer Präambel zum Ausdruck kommt. Hervorzuheben ist in diesem Zusammenhang die Bedeutung traditionellen Wissens, das insbesondere bei den ursprünglichen Bewohnern der letzten intakten Wildnisregionen vorhanden ist, die umgangssprachlich oft als „Naturvölker“ bezeichnet werden. So heißt es in Artikel 8, Absatz j):

„soll […] jede Vertragspartei so weit wie möglich […] Kenntnisse, Innovationen und Gebräuche indigener und lokaler Gemeinschaften mit traditionellen Wirtschaftsformen, die für die Erhaltung und nachhaltige Nutzung der biologischen Vielfalt von Belang sind, achten, bewahren und erhalten, […]“

Bei der Finanzierung der Umsetzung der Biodiversitätskonvention wird den entwickelten Ländern eine besondere Verantwortung zugeschrieben.

## Organisation
Die Konvention verfügt über ein ständiges Sekretariat in Montreal. Hier arbeiten Experten an Teilaspekten der Konvention. Ein wichtiger Arbeitsbereich wurde in den letzten Jahren die Organisation von Clearinghouse-Mechanismen auf den verschiedenen Ebenen des Vertrages.
Alle zwei Jahre tritt die Vertragsstaatenkonferenz (VSK; englisch conference of the parties, COP) zusammen. Diese ist das höchste Organ der Konvention. Unterprotokolle wie das Cartagena-Protokoll besitzen eigene Treffen, die sogenannten COP-MOP (englisch Conference of the Parties-Members of the Protocol), die zumeist direkt vor dem Verhandlungssegment der Vertragsstaatenkonferenz stattfinden.
Zwischen den Vertragsstaatenkonferenzen finden Arbeitstreffen zu einzelnen Spezialgebieten statt. Die Konvention hat derzeit vier „Working Groups“ zu den Themen Schutzgebiete, Access-and-Benefitsharing, Artikel 8 (Indigenes Wissen) und eine Working Group on the Review of Implementation of the Convention (WGRI). Ein wissenschaftlich-technisch-technologischer Beirat (SBSTTA) bereitet zudem die Entscheidungen der Vertragsstaatenkonferenz vor, überprüft den Stand der Umsetzung der Konvention und spricht Empfehlungen zur Aufnahme von neuen Themen aus. Zur Finanzierung werden die Globale Umweltfazilität und weitere Förderer herangezogen.
Für die nationale Umsetzung sogenannter „Focal Points“ sind die staatlichen Stellen verantwortlich. In Deutschland liegt die Federführung für das Übereinkommen innerhalb der Bundesregierung beim Bundesumweltministerium (BMU) sowie dessen nachgeordnete Behörde, dem Bundesamt für Naturschutz (BfN). Die nationalen Akteure entwerfen eigene Strategien und berichten über die Umsetzung in nationalen Biodiversitätsberichten. Die Biodiversitätsstrategie der Bundesregierung ist ein Versuch, die Ziele der Konvention national zu erreichen.

## Geschichte und Umsetzung

Beteiligte Staaten
unterzeichnet und ratifiziert
unterzeichnet, aber nicht ratifiziert
nicht unterzeichnet

Das Übereinkommen über die biologische Vielfalt gehörte wie das Klimarahmenabkommen (UNFCCC) und die Wüstenkonvention (UNCCD) zu den drei völkerrechtlichen Verträgen, die bei der Konferenz der Vereinten Nationen für Umwelt und Entwicklung in Rio de Janeiro 1992 vereinbart wurden. Seit ihrem Inkrafttreten am 29. Dezember 1993 sind die Bundesrepublik Deutschland und die Europäische Union Vertragsparteien. Österreich und die Schweiz haben ebenfalls 1992 unterzeichnet und dies bis 1994 ratifiziert.
Mit 196 Vertragsparteien ist die Biodiversitätskonvention eines der erfolgreichsten internationalen Vertragswerke. Sie hat aber mit praktischen Schwierigkeiten zu kämpfen. Die Vertragsstaaten sind völkerrechtlich zur Umsetzung der Konvention verpflichtet, jedoch nicht gezwungen. So haben viele Parteien noch keine nationale Biodiversitätsstrategie vorgelegt. Ein Grundproblem sind weit auslegbare Zielformulierungen. Ausnahmen davon sind unter anderem die sogenannten 2010-Ziele und die 16 Ziele der Globalen Strategie zum Schutz der Pflanzen, darunter die Identifizierung und der Schutz von Important Plant Areas.
Die USA haben die Konvention gezeichnet, aber nicht ratifiziert und können daher unverbindlich mitverhandeln.
Die deutsche Bundesregierung verabschiedete 2007 eine Nationale Strategie zur biologischen Vielfalt, die 330 Ziele und rund 430 Maßnahmen in den wichtigsten Handlungsfeldern definiert. Die ernsthafte Umsetzung wurde von deutschen Naturschutzorganisationen stark angezweifelt. Auch wenn mit dem Bundesprogramm Biologische Vielfalt ab dem Jahr 2011 Maßnahmen finanziert werden, werden die Ziele nach Expertenmeinung in der gesetzten Zeit (meist 2020) teils nicht erreicht, teils seien sie eher politisch als mit naturschutzfachlicher Expertise verfolgt.

## Vertragsstaaten-Konferenzen (COP CBD)
| COP | Jahr | Land        | Beginn     | Ende       | Tage | Städte         | Veranstaltung                      | Link   |
| --- | ---- | ----------- | ---------- | ---------- | ---- | -------------- | ---------------------------------- | ------ |
| 1   | 1994 | Bahamas     | 28.11.1994 | 09.12.1994 | 12   | Nassau         |                                    | COP 1  |
| 2   | 1995 | Indonesien  | 06.11.1995 | 17.11.1995 | 12   | Jakarta        |                                    | COP 2  |
| 3   | 1996 | Argentinien | 04.11.1996 | 15.11.1996 | 12   | Buenos Aires   |                                    | COP 3  |
| 4   | 1998 | Slowakei    | 04.05.1998 | 15.05.1998 | 12   | Bratislava     |                                    | COP 4  |
| 5   | 2000 | Kenia       | 15.05.2000 | 26.05.2000 | 12   | Nairobi        |                                    | COP 5  |
| 6   | 2002 | Niederlande | 07.04.2002 | 19.04.2002 | 13   | Den Haag       |                                    | COP 6  |
| 7   | 2004 | Malaysia    | 09.02.2004 | 20.02.2004 | 12   | Kuala Lumpur   |                                    | COP 7  |
| 8   | 2006 | Brasilien   | 20.03.2006 | 31.03.2006 | 12   | Curitiba       |                                    | COP 8  |
| 9   | 2008 | Deutschland | 19.05.2008 | 30.05.2008 | 12   | Bonn           |                                    | COP 9  |
| 10  | 2010 | Japan       | 18.10.2010 | 29.10.2010 | 12   | Nagoya         | COP 10 CBD - Nagoya 2010           | COP 10 |
| 11  | 2012 | Indien      | 08.10.2012 | 19.10.2012 | 12   | Hyderabad      |                                    | COP 11 |
| 12  | 2014 | Südkorea    | 06.10.2014 | 17.10.2014 | 12   | Pyeongchang    | COP 12 (CBD) 2014 Pyeongchang      | COP 12 |
| 13  | 2016 | Mexiko      | 04.12.2016 | 17.12.2016 | 14   | Cancún         | COP 13 (CBD) 2016 Cancun           | COP 13 |
| 14  | 2018 | Ägypten     | 13.11.2018 | 29.11.2018 | 17   | Sharm El Sheik | COP 14 (CBD) 2018 Sharm El Sheik   | COP 14 |
| 15  | 2022 | Kanada      | 07.12.2022 | 19.12.2022 | 13   | Montreal       | COP 15 (CBD) 2022 Kunming/Montreal | COP 15 |
| 16  | 2024 | Kolumbien   | 21.10.2024 | 02.11.2024 | 13   | Cali           | COP 16 (CBD) 2024 Kolumbien        | COP 16 |
| 16  | 2024 | Kolumbien   | 25.02.2025 | 27.02.2025 | 3    | Rom            | COP 16 (CBD) 2024 Kolumbien        | COP 16 |
Zur Umsetzung der Biodiversitätskonvention und ihrer Weiterentwicklung treffen sich Vertreter der Vertragsstaaten mittlerweile alle zwei Jahre auf einer Conference of the Parties to the Convention on Biological Diversity (COP CBD), auch Weltarten-, Weltnaturschutz-, Weltbiodiversitäts- oder Weltnaturkonferenz.

### COP 1 (CBD) 1994 Nassau
Das erste offizielle entsprechende Treffen fand vom 28. November bis 9. Dezember 1994 in Nassau (Bahamas) statt.

### COP 2 (CBD) 1995 Jakarta
Das zweite offizielle Treffen der Vertragsstaaten zur Biodiversität fand vom 6. bis 17. November 1995 in Jakarta (Indonesien) statt.

### COP 3 (CBD) 1996 Buenos Aires
Vom 4. bis zum 15. November 1996 fand in Buenos Aires (Argentinien) die 3. Vertragsstaatenkonferenz CBD statt.

### COP 4 (CBD) 1998 Bratislava
Das vierte Treffen der „Parties to the Convention on Biological Diversity“ fand vom 4. bis zum 15. Mai 1998 in Bratislava (Slowakei) statt.

### ExCOP 1 (CBD) 1999/2000 Cartagena/Montreal
Am 22. und 23. Februar 1999 und vom 24. bis 28. Januar 2000 fand zum ersten Mal ein „Extraordinary Meeting of the Conference of the Parties to the Convention on Biological Diversity“ in Cartagena (Kolumbien) und in Montreal (Kanada) statt.

### COP 5 (CBD) 2000 Nairobi
Vom 15. bis 26. Mai 2000 fand in Nairobi die 5. Vertragsstaatenkonferenz CBD statt.

### COP 6 (CBD) 2002 Den Haag
Vom 7. bis 19. April 2002 tagte in Den Haag (Niederlande) die 6. Vertragsstaatenkonferenz CBD.

### COP 7 (CBD) 2004 Kuala Lumpur
Vom 9. bis zum 27. Februar 2004 fand in Kuala Lumpur (Malaysia) die 7. Vertragsstaatenkonferenz zur Biodiversitätskonvention statt.

### COP 8 (CBD) 2006 Curitiba
Vom 20. bis zum 31. März 2006 fand in Curitiba (Brasilien) die 8. Vertragsstaatenkonferenz zur Biodiversitätskonvention und das 3. Treffen der Mitgliedsstaaten (MOP3) des Cartagena-Protokolls über biologische Sicherheit statt.
Am 20. Dezember 2006 erklärte die Generalversammlung der Vereinten Nationen das Jahr 2010 zum „Internationalen Jahr der biologischen Vielfalt“. Mit der Koordinierung wurde das Sekretariat der Convention on Biodiversity beauftragt.

### COP 9 (CBD) 2008 Bonn
Vom 19. bis zum 30. Mai 2008 fand in Bonn (Maritim Hotel und World Conference Center) in Deutschland die 9. COP der CBD und das 4. Treffen der Mitgliedsstaaten (MOP4) des Cartagena-Protokolls zur biologischen Sicherheit statt. Das Bundesumweltministerium, das Bundesamt für Naturschutz und viele Nichtregierungsorganisationen konzentrierten ihre (Öffentlichkeits-)Arbeit stark auf diese Konferenzen. Im Rahmen der Tagung wurde auch die Business and Biodiversity Initiative gegründet: Ihr Ziel ist es, Firmen international stärker an die Zielerreichung der Biodiversitätskonvention zu binden, indem sie eine „Leadership-Erklärung“ unterzeichnen und die nachhaltige Nutzung von Biodiversität in ihre betrieblichen Managementsysteme integrieren, „Best Practices“ erarbeiten und veröffentlichen sowie an der 10. COP der CBD 2010 in Japan aktiv teilnehmen.

### COP 10 (CBD) 2010 Nagoya
Vom 18. bis 29. Oktober 2010 tagte im japanischen Nagoya die 10. COP CBD; abschließend verabschiedete sie das „Nagoya-Protokoll“ mit den „Aichi-Zielen“.

### COP 11 (CBD) 2012 Hyderabad
Die 11. COP CBD fand vom 8. bis 19. Oktober 2012 im indischen Hyderabad statt: Bis zuletzt war die Finanzierungsfrage für die angestrebten Maßnahmen vor allem in Entwicklungsländern unklar: Während diese Länder bis dahin im Schnitt vier Mrd. Euro (Referenzperiode 2006 bis 2010) für ihre Naturschutzbemühungen ausgaben, sollte diese Summe nach einer NABU-Forderung auf elf Mrd. erhöht werden. Die afrikanischen Staaten hatten bereits zu Anfang der Konferenz zugesagt, ihre Eigenleistungen zu erhöhen. Beschlossen wurde, dass aus den Industriestaaten bis 2015 acht Mrd. Euro weltweite Hilfen für den Biodiversitätsschutz kommen werden.
In Hyderabad bekannten sich über 190 Staaten der Erde zu weiteren Schritten beim Schutz der Hochsee. Sie sicherten zu, bis 2020 zehn Prozent der Meere unter Schutz zu stellen und dazu die wertvollsten Gebiete außerhalb der nationalen Grenzen zu identifizieren. Gerade diese sind bisher nicht geschützt. Je nach Region rechneten die Teilnehmer mit fünf bis zehn Jahren, bis das Schutzgebietsnetz auf Hoher See wirklich umgesetzt werde.
Brasilien scheiterte mit seinem Versuch, die Belange der biologischen Vielfalt aus der Klimapolitik herauszuhalten. Auch künftig müssen Naturschutzaspekte zumindest gehört werden, wenn es um Biokraftstoffe oder die Aufforstung von Wäldern als Treibhausgasspeicher geht.

### COP 12 (CBD) 2014 Pyeongchang
2014 tagte die UN-Artenschutzkonferenz vom 6. bis 17. Oktober im südkoreanischen Pyeongchang. Vorher fanden dort bereits seit dem 29. September Arbeitstreffen zum Cartagena-Protokoll statt: Hier wurde eine Verdopplung der Finanzierung für den Arten- und Umweltschutz in Entwicklungs- und Schwellenländern beschlossen. Die insgesamt für die entsprechenden Zwecke vorgesehenen Mittel in Höhe von acht Mrd. Euro sollen bis mindestens 2020 auf dieser Höhe bleiben. Beim Meeresschutz sollten weltweit über 150 öko- oder biologisch bedeutsame Meeresgebiete bestimmt werden.

### COP 13 (CBD) 2016 Cancún
Vom 4. bis zum 17. Dezember 2016 fand der 13. UN-Artenschutzgipfel in Cancún (Mexiko) statt. Unter anderem ging es den Erhalt der biologischen Vielfalt in den Wirtschaftszweigen Forst- und Landwirtschaft, Fischerei und Tourismus. Das vorsitzende Mexiko forderte, den Biodiversitätsschutz breit zu implementieren und auch auf die Aichi Biodiversity Targets und die „Sustainable Development Goals“ (SDG, „UN-Ziele für nachhaltige Entwicklung“) anzuwenden. Eine abschließende „Cancún-Erklärung“ soll den Biodiversitätsschutz im internationalen Regierungshandeln stärker verankern, außerdem sollte die Verantwortung weiterer Sektoren verdeutlicht werden.
Laut Teilnehmenden gab es beachtliche Staaten-Verpflichtungen bei der Ausweisung von Schutzgebieten, speziell vom Gastgeber Mexiko: Es wolle 23 Prozent seiner 200-Meilen-Zone unter Schutz zu stellen. Indonesien verpflichtete sich, die Trockenlegung von Sumpflandschaften zu stoppen und trockengelegte Torfböden wieder zu fluten – ein auch wesentlicher Beitrag zur Minderung von Treibhausgas-Emissionen. Brasilien will 220.000 Quadratkilometer Wald und Weiden wieder in einen naturnahen Zustand versetzen, knapp die Fläche Großbritanniens. Darüber hinaus beschloss die Konferenz die Anwendung des Vorsorgeprinzips auch auf „Gene Drives“.

### COP 14 (CBD) 2018 Sharm El Sheik
Vom 17. bis 29. November 2018 fand die 14. COP CBD im ägyptischen Scharm asch-Schaich statt: Die 196 Vertragsstaaten einigten sich hier z. B. auf einen Aktionsplan, um den weltweit dramatischen Rückgang bestäubender Tiere und Insekten aufzuhalten, darüber hinaus auf wichtige Übereinkünfte für Schutzgebiete sowie die umfangreiche Vorbereitung für ein neuartiges Artenschutzziel-System.

### COP 15 (CBD) 2022 Kunming/Montreal
In der Abschlusserklärung – dem Kunming-Montreal Global Biodiversity Framework – wurde das 30 %-Flächenschutzziel aufgenommen, bei dem mindestens 30 % der globalen Landes- und Meeresfläche bis zum Jahr 2030 unter Schutz gestellt werden sollen. Auch wurden finanzielle Zusagen von reicheren zu ärmeren Staaten im Umfang von 20 Milliarden US-Dollar jährlich bis 2025 gemacht. Des Weiteren wurden Beschlüsse zur Reduzierung von Pestiziden (Halbierung bis 2030), Abbau von umweltschädlichen Subventionen (500 Milliarden) und Reduzierung der Rate des Artensterbens (auf ein Zehntel bis 2050) getroffen. Diese Erklärung ist nicht bindend und wurde vor allem von afrikanischen Staaten bei der siebenstündigen Abschlusssitzung der Konferenz kritisiert.

### COP 16 (CBD) 2024 Kolumbien
Die 16. Weltbiodiversitätskonferenz fanden vom 21. Oktober 2024 bis 2. November 2024 in Cali, Kolumbien, und vom 25. bis 27. Februar 2025 im Rom, Italien, statt.

## Bewertung
Das Bundesamt für Naturschutz bezeichnet die Biodiversitätskonvention „als internationales Schlüsselinstrument für die Erhaltung, die nachhaltige Nutzung sowie die Sicherstellung eines angemessenen Zugangs zu und des gerechten Vorteilsausgleich aus der Nutzung der biologischen Ressourcen der Erde“.